# Montigny-le-Guesdier
Montigny-le-Guesdier é uma comuna francesa localizada na região administrativa da Île-de-France, no departamento Sena e Marne. A comuna possui 252 habitantes segundo o censo de 1990.